# Leon Przerwa-Tetmajer

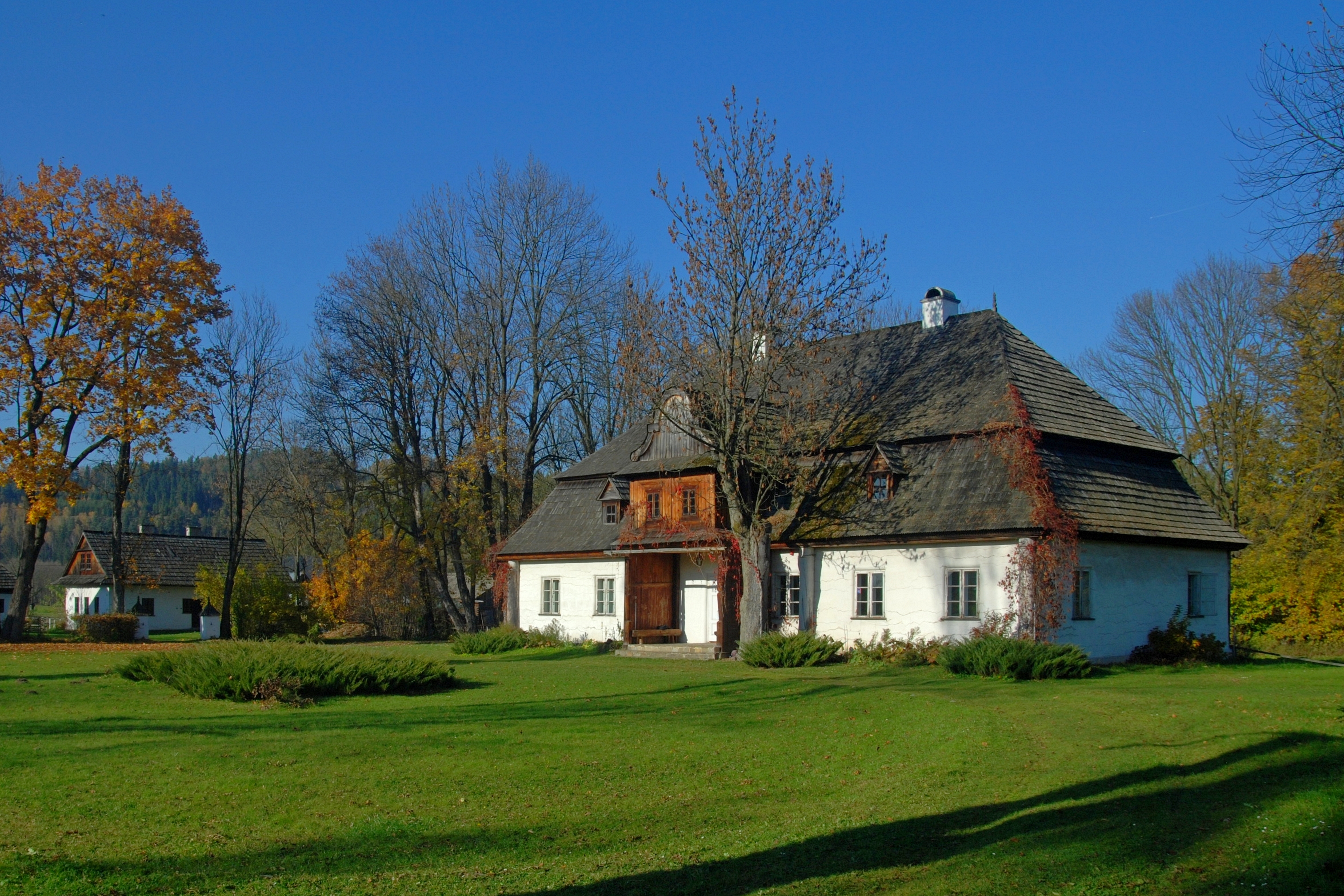
Dwór w Łopusznej

Leon Przerwa-Tetmajer (ur. 1800 w Mikołajowicach, zm. 1881 w Łopusznej) – polski posiadacz ziemski i działacz niepodległościowy, w latach 1824–1881 właściciel Łopusznej.

## Życiorys
Urodził się w 1800 w Mikołajowicach k. Tarnowa jako syn Wojciecha Tetmajera. Był starszym bratem poety Józefa.
W 1824 ożenił się z Ludwiką Lisiecką, córką konfederaty barskiego Romualda Lisickiego, w posagu otrzymał Łopuszną, wraz z dworem szlacheckim, zbudowanym pod koniec XVIII wieku przez Lisieckiego.
U Tetmajerów w Łopusznej gościli poeci, działacze patriotyczni i rewolucjoniści, m.in. Stanisław Worcell, poeta Bohdan Zaleski czy kilkukrotnie Julian Goslar. W 1832 zamieszkał w dworze poeta Seweryn Goszczyński. Gospodarz, wycieczki w Tatry, odbywał  z Goszczyńskim, który opisał Łopuszną wraz z dworem w Dzienniku podróży do Tatrów (opublikowanym w 1851).
W latach 40. brał udział w konspiracji niepodległościowej na Podhalu, a po upadku powstania chochołowskiego był założycielem Narodowego Komitetu Sądeckiego, który pomagał byłym powstańcom. W dworze zamieszkał przywódca powstania Jan Kanty Andrusikiewicz, któremu Tetmajer pomógł w załatwieniu pracy w Kamienicy.
Zmarł w Łopusznej w 1881, jego żona Ludwika zmarła w 1889, po ich śmierci dwór odziedziczyła ich córka Kamila, która wyszła za mąż za Kazimierza Lgockiego.